# Municipio de Liberty (condado de O'Brien)
El municipio de Liberty (en inglés: Liberty Township) es un municipio ubicado en el condado de O'Brien en el estado estadounidense de Iowa. En el año 2010 tenía una población de 388 habitantes y una densidad poblacional de 4,16 personas por km².

## Geografía
El municipio de Liberty se encuentra ubicado en las coordenadas 42°57′13″N 95°33′52″O / 42.95361, -95.56444. Según la Oficina del Censo de los Estados Unidos, el municipio tiene una superficie total de 93.28 km², de la cual 93,28 km² corresponden a tierra firme y (0 %) 0 km² es agua.

## Demografía
Según el censo de 2010, había 388 personas residiendo en el municipio de Liberty. La densidad de población era de 4,16 hab./km². De los 388 habitantes, el municipio de Liberty estaba compuesto por el 97,94 % blancos, el 1,55 % eran afroamericanos, el 0,26 % eran amerindios y el 0,26 % eran de una mezcla de razas. Del total de la población el 2,06 % eran hispanos o latinos de cualquier raza.